# Talé
 (mai 2021).
Si vous disposez d'ouvrages ou d'articles de référence ou si vous connaissez des sites web de qualité traitant du thème abordé ici, merci de compléter l'article en donnant les références utiles à sa vérifiabilité et en les liant à la section « Notes et références ».
Albums de Salif Keïta
Anthology
(2011)
Talé est un album de Salif Keïta sorti le 12 novembre 2012 et distribué par Universal Records.
Le terme talé vient du bambara.

## Liste des titres
| 1.    | Da                   | 3:53 |
| 2.    | C'est bon, c'est bon | 5:00 |
| 3.    | À demain             | 4:09 |
| 4.    | Après demain         | 4:46 |
| 5.    | Samfy                | 4:53 |
| 6.    | Simby                | 3:51 |
| 7.    | Natty                | 4:27 |
| 8.    | Yalla                | 4:01 |
| 9.    | Talé                 | 4:09 |
| 10.   | Tassi                | 4:52 |
| 11.   | Chérie s'en va       | 6:18 |
| 50:19 |                      |      |